# Sainte-Anne-de-la-Rochelle
Sainte-Anne-de-la-Rochelle est une municipalité du Québec située dans la MRC du Val-Saint-François en Estrie.

## Toponymie
À compter de 1856, une paroisse est érigée sous l'appellation Sainte-Anne-de-Stukely. 

## Histoire
Autour de 1843 quelques familles irlandaises et loyalistes s'installent sur un territoire parcouru par la rivière Noire au nord de Stukely-Sud. 
En 1916 elle obtient le statut de municipalité de paroisse sous la dénomination Sainte-Anne-de-Stukely. Le 2 mai 1953 elle devient la municipalité de Sainte-Anne-de-la-Rochelle.

## Géographie
Elle est située à une dizaine de kilomètres au sud de Valcourt et est traversée par la route 243.
La Rivière Noire, dont le crénon est situé à la limite sud-ouest de la municipalité, traverse cette dernière en direction nord-est. 

## Démographie
| 1991 | 1996 | 2001 | 2006 | 2011 | 2016 | 2021 |
| ---- | ---- | ---- | ---- | ---- | ---- | ---- |
| 571  | 644  | 637  | 642  | 611  | 598  | 625  |

## Administration
Les élections municipales se font en bloc pour le maire et les six conseillers.
| Sainte-Anne-de-la-Rochelle Maires depuis 2001                                                                        |                   |         |          |
| Élection | Maire             | Qualité | Résultat |
| 2001 | Robert Gosselin   |         | Voir     |
| 2005 | J. André Bourassa |         | Voir     |
| 2009 | J. André Bourassa | Voir    |          |
| 2013 | Louis Coutu       |         | Voir     |
| 2017 | Louis Coutu       | Voir    |          |
| 2021 | Louis Coutu       | Voir    |          |
| Élection partielle en italique Depuis 2005, les élections sont simultanées dans toutes les municipalités québécoises |                   |         |          |

## Église
« L'église de Sainte-Anne-de-la-Rochelle, dédiée à sainte Anne, la mère de la Vierge Marie, a été érigée entre 1893 et 1894 selon les plans de l'architecte David Ouellet, par les maçons Philias Boileau et Frères et Provost et Sénécal ». Elle est classée en tant que bâtiment patrimonial par le ministère de la Culture et des Communications du Québec.
En 1945, pour compléter les activités de pèlerinage déjà en cours à l'intérieur de l'église, on aménage un sanctuaire extérieur. Directement sur la montagne de Sainte-Anne-de-la-Rochelle, le parcours accueille environ 50 000 pèlerins durant l'année 1949, marquant ainsi le sommet de sa popularité.